# Karlino (gromada)
Karlino – dawna gromada, czyli najmniejsza jednostka podziału terytorialnego Polskiej Rzeczypospolitej Ludowej w latach 1954–1972.
Gromady, z gromadzkimi radami narodowymi (GRN) jako organami władzy najniższego stopnia na wsi, funkcjonowały od reformy reorganizującej administrację wiejską przeprowadzonej jesienią 1954 do momentu ich zniesienia z dniem 1 stycznia 1973, tym samym wypierając organizację gminną w latach 1954–1972.
Gromadę Karlino z siedzibą GRN w mieście Karlinie (nie wchodzącym w jej skład) utworzono 31 grudnia 1959 w powiecie białogardzkim w woj. koszalińskim z obszarów zniesionych gromad Daszewo i Karścino w tymże powiecie.
31 grudnia 1961 do gromady Karlino włączono obszar zniesionej gromady Karwin w tymże powiecie oraz obszar gruntów PGR Kłopotowo (74,99 ha) z gromady Wrzosowo w powiecie kołobrzeskim w tymże województwie. Z gromady Karlino wyłączono natomiast: a) wieś Pobłocie Małe oraz obszary gruntów PGR Robuń (54,44 ha), PGR Ramlewo (13,55 ha) i wsi Ramlewo (40,48 ha), włączając je do gromady Robuń w powiecie kołobrzeskim w tymże województwie; b) obszar gruntów PGR Kłopotowo (74,99 ha), włączając je do gromady Wrzosowo w powiecie kołobrzeskim w tymże województwie; c) obszar gruntów PGR Rokosowo (37,23 ha), włączając je do gromady Sławoborze w powiecie świdwińskim w tymże województwie.
W 1965 roku gromadą zarządzało 27 członków gromadzkiej rady narodowej.
1 stycznia 1972 do gromady Karlino włączono grunty o powierzchni 959 ha z miasta Karlino w tymże powiecie; z gromady Karlino wyłączono natomiast część wsi Daszewo o obszarze 90 ha, włączając je do Karlina.
Gromada przetrwała do końca 1972 roku, czyli do kolejnej reformy gminnej. 1 stycznia 1973 w powiecie białogardzkim utworzono gminę Karlino.